# Krani
Krani (makedonska: Крани) är en ort i Nordmakedonien. Den ligger i kommunen Resen, i den sydvästra delen av landet, 120 kilometer söder om huvudstaden Skopje. Krani ligger 962 meter över havet och antalet invånare är 1 087.